# Ƭ
Ƭ, ƭ (T с крюком) — буква расширенной латиницы. Используется в языке серер для обозначения глухого альвеолярного имплозива. Строчная буква использовалась в МФА для обозначения того же звука. Однако символы глухих имплозивных согласных больше не используются в МФА из-за редкости. Вместо них используются их звонкие эквиваленты с диакритическими знаками, указывающими глухость (кружок снизу), в данном случае ɗ̥.
Также входит в Африканский эталонный алфавит, где крюк у заглавной формы буквы находится справа ().